# لیکوود سیرا (کالیفرنیا)
لیکوود سیرا (به انگلیسی: Lakewood Sierra) یک منطقهٔ مسکونی در ایالات متحده آمریکا است که در شهرستان ال دورادو، کالیفرنیا واقع شده‌است. لیکوود سیرا ۱٬۱۹۰ متر بالاتر از سطح دریا واقع شده‌است.